# Claude Yvoire
Claude Yvoire, alias Dolf Zinsstag, né à Bâle le 19 février 1913 et mort le 16 juillet 1997, est un musicien, compositeur, chef de chœur et chef d'orchestre genevois.

## Biographie
Claude Yvoire est très tôt attiré par la musique. Il étudie de nombreux instruments dont le piano, le violoncelle, l'orgue, la clarinette et la contrebasse. Parallèlement, il entreprend des études d'harmonie et de composition auprès de Georges Haeser, Ernest Mohr et Rudolf Moser. De 1935 à 1937, il étudie la direction d'orchestre auprès de Felix Weingartner à Vienne. Après des engagements de répétiteur aux théâtres de Bâle et de Soleure, Ernest Ansermet l'engage en 1942 comme contrebassiste à l'Orchestre de la Suisse romande (OSR).
Dès 1947, Claude Yvoire est engagé comme chef d'orchestre à Radio-Genève et développe une activité de compositeur de musique de film et de divertissement. Dès 1949, il entreprend régulièrement des tournées à l'étranger. Les radios d'Allemagne, Autriche, Belgique, France et Suède lui demandent d'enregistrer ses compositions. Il dirige plusieurs chœurs, notamment Genève chante (1960-1989), Pro Ticino (1967-1993), le Chœur liturgique interconfessionnel (dont il est le fondateur) et le Chœur d'hommes des Eaux-Vives. Il est également directeur de la Compagnie lyrique de Denyse Orval et de l'École sociale de musique, devenue depuis le Conservatoire populaire de musique de Genève.
Claude Yvoire s'est intéressé à toutes les formes de la musique, d'abord en tant qu'instrumentiste, puis comme compositeur. Il laisse un catalogue d'œuvres passant de la musique classique au jazz et à la variété. Pour lui, la musique, qu'elle soit spirituelle ou profane, doit être servie avec le même sérieux et la même compétence. En 1971, il est décoré de la Croix d’officier de l’ordre du mérite et du dévouement par le gouvernement français.
Un fonds Claude Yvoire a été créé à la Bibliothèque cantonale et universitaire de Lausanne.

## Sources
- « Claude Yvoire », sur la base de données des personnalités vaudoises sur la plateforme « Patrinum » de la Bibliothèque cantonale et universitaire de Lausanne.
- Revue musicale de Suisse romande, n°4, décembre 1994, p. 17-21;
- Compositeurs suisses d'œuvres chorales, Zurich, Hug & Co., 1999, p. 389/390;
- Dictionnaire des musiciens suisses, Zurich, Atlantis Verlag, 1964;
- Gloria Sepharadica, CD et livret, Genève, Production Sophie Bernheim, 1993;